# Panicum sipapoense
Panicum sipapoense är en gräsart som beskrevs av Jason Richard Swallen. Panicum sipapoense ingår i släktet vipphirser, och familjen gräs. Inga underarter finns listade i Catalogue of Life.